# Naked Souls
Naked Souls (Alma desnuda y Alma al desnudo en la región hispanohablante) es una película de suspenso estadounidense de 1996 dirigida por Lyndon Chubbuck y protagonizada por Brian Krause, Pamela Anderson y David Warner.

## Argumento
Britt es una bella y joven artista. Ella es deseada por todos los hombres, pero sólo tiene ojos para su novio. Es un científico que estudia las mentes de asesinos en serie muertos. Un día ambos se ven envueltos en un peligroso callejón sin salida, cuando otro investigador propone al joven un experimento basado en la transferencia de pensamientos de los cadáveres de los asesinos con los que trabaja. Él cree haber encontrado con ello la oportunidad de su vida, pero el invento no resulta como esperaba.

## Reparto
| Actor           | Papel              |
| --------------- | ------------------ |
| Brian Krause    | Edward             |
| Pamela Anderson | Britt              |
| David Warner    | Everett Longstreet |
| Dean Stockwell  | Duncan             |
| Clayton Rohner  | Jerry              |
| Justina Vail    | Amelia             |
| Victor Talmadge | Travis             |

## Recepción
Hoy en día la película ha sido valorada en portales cinematográficos. En IMDb, con aproximadamente 1700 votos registrados, el filme obtiene una media ponderada de 3,3 sobre 10. En cuanto a Rotten Tomatoes, los más de 100 votos registrados le dieron allí una valoración media de 2,2 de 5.